# Belmont, Western Australia
Belmont är en ort i Australien. Den ligger i kommunen Belmont och delstaten Western Australia, nära delstatshuvudstaden Perth. Antalet invånare är 6 104. Den ligger vid sjön Lake Vasto.
Runt Belmont är det tätbefolkat, med 982 invånare per kvadratkilometer.. Närmaste större samhälle är Perth, nära Belmont. 
Runt Belmont är det i huvudsak tätbebyggt. Genomsnittlig årsnederbörd är 820 millimeter. Den regnigaste månaden är juli, med i genomsnitt 142 mm nederbörd, och den torraste är januari, med 11 mm nederbörd.